# 十月十日的進化論
《十月十日的進化論》，2015年3月28日於日本WOWOW電視台22:00 - 23:59（JST）播出的電視劇，改編自榮彌生於「第7屆WOWOW原創劇本大賞」獲獎的短篇劇本《十月十日》，由尾野真千子主演。此劇亦是電影導演市井昌秀初次執導電視劇。

## 劇情大綱
在東京獨自生活的昆蟲分類學博士小林鈴（尾野真千子 飾），因研究領域過於狹窄加上偏執的性格，某天突然被就職的大學解僱。當天，鈴在與自己不同戶籍的親生父親中村保（緒方義博 飾）經營的喫茶店裡，偶遇前男友安藤武（田中圭 飾）。當晚武把喝醉的鈴送回家，兩人發生了關係。約5個星期後，鈴發現自己懷孕了。雖然沒工作，鈴仍決定自己一人扶養孩子，此決定招致母親及周圍友人的不諒解，認為鈴完全沒有具備即將成為一個母親的覺悟。此時，武仍未知鈴懷孕。
其後，鈴終於找到了在昆蟲館打工的工作，但固執的性格加上隱瞞懷孕的事實，在工作上屢遭不順。某日，武從鈴的友人冴花（佐藤仁美 飾）口中得知鈴當年對自己不告而別前往倫敦的真正原因，於是回頭找鈴，希望可以和鈴一同扶養孩子。鈴究竟會如何做出決定呢......。

## 登場人物
- 小林鈴：尾野真千子

性格偏執、熱愛昆蟲的昆蟲博士。被原本工作的大學解僱後和前男友安藤武再次相遇。
- 安藤武：田中圭

小林鈴的前男友。不明白七年前鈴突然不告而別的原因。
- 山根冴花：佐藤仁美

鈴為數不多的朋友。最先得知鈴懷孕的事。
- 中村保：緒方義博（日语：でんでん）

鈴的親生父親，自稱是鈴「生物學上的父親」。和鈴不同戶籍。
- 小林文子：LILY

鈴的親生母親。不諒解鈴的父親當年的作為。
- 大久保孝雄：齊木茂

鈴打工的昆蟲館館長。對鈴有著同理心。
- 北村理惠：森谷文子

鈴打工的昆蟲館前輩。最初認為鈴不好相處，其後發現鈴的優點，態度逐漸軟化。
- 寺內幸子：小池里奈

鈴打工的昆蟲館同事。
- 相田政子：佐佐木澄江

助産師。

## 獲得獎項
- 第52回銀河賞 電視部門 獎勵賞[4]
- 2015年日本民間放送聯盟 電視劇部門 優秀賞[5]
- 東京國際戲劇節 單發特別劇 優秀賞[6]

## 製作團隊
- 原作：榮彌生《十月十日》
- 劇本：榮彌生
- 配樂：曾我部惠一（日语：曽我部恵一）
- 動畫：加藤隆
- 昆蟲監修：佐佐木洋
- 製作人：植田春菜、角田朝雄
- 導演：市井昌秀
- 製作：WOWOW

## 外部連結
- WOWOW電視台官網（页面存档备份，存于）（日語）